# Déclaration de Durban
La Déclaration de Durban est un document signée par plus de 5 000 médecins et scientifiques, dont onze prix Nobel, dans les années 2000, affirmant que le VIH est la cause du sida. Cette déclaration fait suite à la contestation de la responsabilité du VIH dans le sida par certaines personnes, en particulier le président sud-africain de l'époque, Thabo Mbeki. La Déclaration a été publiée dans la revue Nature pour la XIIIe Conférence internationale sur le sida (en) tenue par l'IAS en juillet 2000 à Durban en Afrique du Sud.
La déclaration stipule que les preuves que le VIH cause le sida sont claires, exhaustives et non équivoques.
Pour signer le document, il était nécessaire d'avoir un doctorat, un M.D. ou équivalent, et, pour éviter les conflits d'intérêts, les scientifiques qui travaillaient pour des sociétés commerciales n'étaient pas autorisés à signer.